# Ґощиці-Посьвентні
Ґощиці-Посьвентні (пол. Goszczyce Poświętne) — село в Польщі, у гміні Бабошево Плонського повіту Мазовецького воєводства.
Населення — 62 особи (2011).
У 1975-1998 роках село належало до Цехановського воєводства.

## Демографія
Демографічна структура станом на 31 березня 2011 року:
|          | Загалом | Допрацездатний вік | Працездатний вік | Постпрацездатний вік |
| -------- | ------- | ------------------ | ---------------- | -------------------- |
| Чоловіки | 31      | 8                  | 18               | 5                    |
| Жінки    | 31      | 7                  | 16               | 8                    |
| Разом    | 62      | 15                 | 34               | 13                   |